# Момчіло Баягіч
Момчіло "Баяга" Баягіч (серб. Момчило Бајагић, Momčilo "Bajaga" Bajagić) (19 лютого 1960, Беловар, Соціалістична Республіка Хорватія, СФРЮ) - це югославський та сербський рок-музикант, автор-виконавець. Він найбільш відомий як засновник і фронтмен гурту Бајага и Инструктори, а також як колишній гітарист легендарного белградського рок-гурту Рибља Чорба.

## Життєпис

### Ранні роки
Момчіло розпочав свою музичну кар'єру як співак гурту TNT, у віці 15 років. Свій перший текст до пісні він написав, перебуваючи у складі цього колективу (пісня серб. "Dvadeseta noc", («Двадцята ніч"). TNT через рік розпались, тоді Баягіч долучився до групи Ofi, які теж невдовзі припинили своє існування. Колишні учасники Ofi сформували гурт Glogov Kolac, який розпався після свого єдиного виступу. Райко Коїч, колишній одногрупник Момчіли по Glogov Kolac, запропонував йому долучитися до гурту SOS, а потім, через деякий час, до хард-рок колективу, який зібрав Бора Джорджевич під назвою Рибља Чорба.

### Riblja Čorba
Сам Джорджевич, на той час, був вже легендарною постаттю у місцевому рок-середовищі. Протягом другої половини 70-х він переграв у безлічі гуртів, і хоча більшість з них не проіснувала довго, тим не менше там він здобув досвід та славу серед критиків і меломанів. Крім того інші учасники Riblja Čorba теж були досвідченими, "обстріляними" музикантами. Баяга ж, якому на момент долучення до складу гурту було всього 18, був наймолодшим серед інших - але не зважаючи на свій вік і завдяки своєму таланту, він швидко здобув повагу в очах одногрупників. І хоча спочатку він був задіяний саме як музикант (ритм-гітарист), а не як автор (основним автором пісень Ріблі є Джорджевич), але згодом колектив став виконувати і його пісні. 
Талант як композитора і автора-пісенника, молодий Момчіло проявив під час запису другого альбому Чоблі "Pokvarena mašta i prljave strasti" у 1981 році. Це було викликано тим, що Бора Джоджевич, у той час, служив у ЮНА. Баяга пробув у складі Riblja Čorba до 1984 року, і за цей час став автором і співавтором близько двадцяти пісень. За той час було видано п'ять студійних і один концертний альбом, а також відіграно безліч концертів. Залишив розташування гурту, Баягіч, через суперечки, які виникли після видання його сольного альбому "Позитивна географія" (серб. «Pozitivna geografija").

### Бајага и Инструктори
Протягом часу свого перебування у складі Riblja Čorba, Баягіч написав низку пісень які зовсім не підходили до репертуару РЧ - ані по стилистиці, ані по змісту. Це були композиції з "легкими", гумористичними текстами та з мейнстрімним, поп-рок аранжуванням. Він збирає у студії знайомих музикантів, і спільними зусилями на світ з'являється альбом "Pozitivna geografija". У середовищі музикантів Riblja Čorba, гурту, членом якого на той час ще залишався Баяга, цей вчинок викликав суперечки і згодом він був змушений залишити цей колектив. Відразу після цього, Момчіло зібрав музикантів, які допомогли записувати дебютник і вирушив на гастролі. Цей колектив отримав назву Бајага и Инструктори (укр. Баяга та Інструктори). Хоча "Pozitivna geografija" вийшла під лейблом Баяга, але саме з нього веде свою дискографію Бајага и Инструктори. 
На чолі з Момчіло, Bajaga i Instruktori став одним з найуспішніших і найвпливовіших рок-груп на екс-югославській і сербській рок-сценах. Їхні студійні альбоми середині-кінці 1980-х підняли їх на саму гору тодішньої рок сцени Югославії, поставивши їх поряд з іншими мега-популярним гуртами на кшталт Bijelo Dugme, AZRA і колишнім колективом Баяги Рибља Чорба. Бајага и Инструктори випустили дев'ять студійних альбомів.

### Інші роботи
Баягіч відмітився написанням музики до фільмів, які були видані окремо під ім'ям "Момчіло Баягіч". Це фільм 1994 року Ni na nebu ni na zemlji, та комедія Profesionalac у 2003. В останньому випадку йому при записі допомагав гурт Apsolutno Romantično.

## Особисте життя
Момчіло Баягіч одружений і має двох дітей, Марко і Анжелу.
Баяга вболіває за футбольний клуб Црвена Звезда Белград.

## Дискографія

### у складі Riblja Čorba
- Kost u grlu (1979)
- Pokvarena mašta i prljave strasti (1981)
- Mrtva priroda (1981)
- Buvlja pijaca (1982)
- U ime naroda (1982)
- Večeras vas zabavljaju muzičari koji piju (1984)

### у складі Bajaga i Instruktori
- Pozitivna geografija	(1984)
- Sa druge strane jastuka	(1985)
- Jahači magle	(1986)
- Prodavnica tajni	(1988)
- Muzika na struju	(1993)
- Od bižuterije do ćilibara	(1997)
- Zmaj od Noćaja	(2001)
- Šou počinje u ponoć	(2005)
- Daljina, dim i prašina	(2012)

### Сольно

#### Саундтрек
- Ni na nebu ni na zemlji (1994)
- Profesionalac - Muzika iz filma (2003)